# Frits Jansen
Frederik Johannes (Frits) Jansen (Den Haag, 20 januari 1856 – Voorburg, 31 maart 1928) was een Nederlandse schilder en docent aan een kunstacademie.

## Leven en werk
Jansen was een zoon van de koopman Daniel Jansen en Elisabeth Margaretha Amelunxen. Hij werd opgeleid aan de  Haagse Academie van beeldende kunsten (1874-1879). Na zijn studie verbleef hij enige tijd in Parijs, waar hij les kreeg van Léon Bonnat, en Londen.
Hij werd docent en vanaf 1887 onderdirecteur aan de Academie in Den Haag. Vanaf 1896 gaf hij les aan Ars Aemula Naturae in Leiden. Tot zijn leerlingen behoorden Tony van Alphen, Johanna Bleuland van Oordt, André Broedelet, Adrienne Doffegnies, Jan Franken Pzn., Hetty Henkes, Alex Rosemeier, Andries van der Sloot, Frans Smissaert, Charles de Stuers, Bas van der Veer en Ids Wiersma. Jansen schilderde genrestukken, portretten, naakten en een aantal landschappen. Hij was lid van de Pulchri Studio.
Vanaf 1922 woonde Jansen in Voorburg, waar hij een aantal jaren later op 72-jarige leeftijd overleed.